# لاله واژگون ترکی
لالۀ واژگون ترکی یا لالۀ واژگون میخائیلوفسکی (نام علمی: Fritillaria michailovskyi) نام یک گونه از سرده لاله واژگون است.